# Ravon Nexia
Ravon R3 Nexia (укр. Равон Р3 Нексія) — передньопривідний автомобіль середнього класу, розроблений узбекистанською компанією GM Uzbekistan під маркою Ravon на базі Chevrolet Aveo T-250 зразка 2006 року, але зі зміненим оформленням передньої частини, в якому використані фари від хетчбека Aveo, підретушовані бампер з галогенними лампами ходових вогнів, додані яскраві і помітні кольори кузова. Вперше модель була представлена на початку жовтня 2015 року в Москві, під час презентації нової автомобільної марки Узбекистану — Ravon.

## Опис

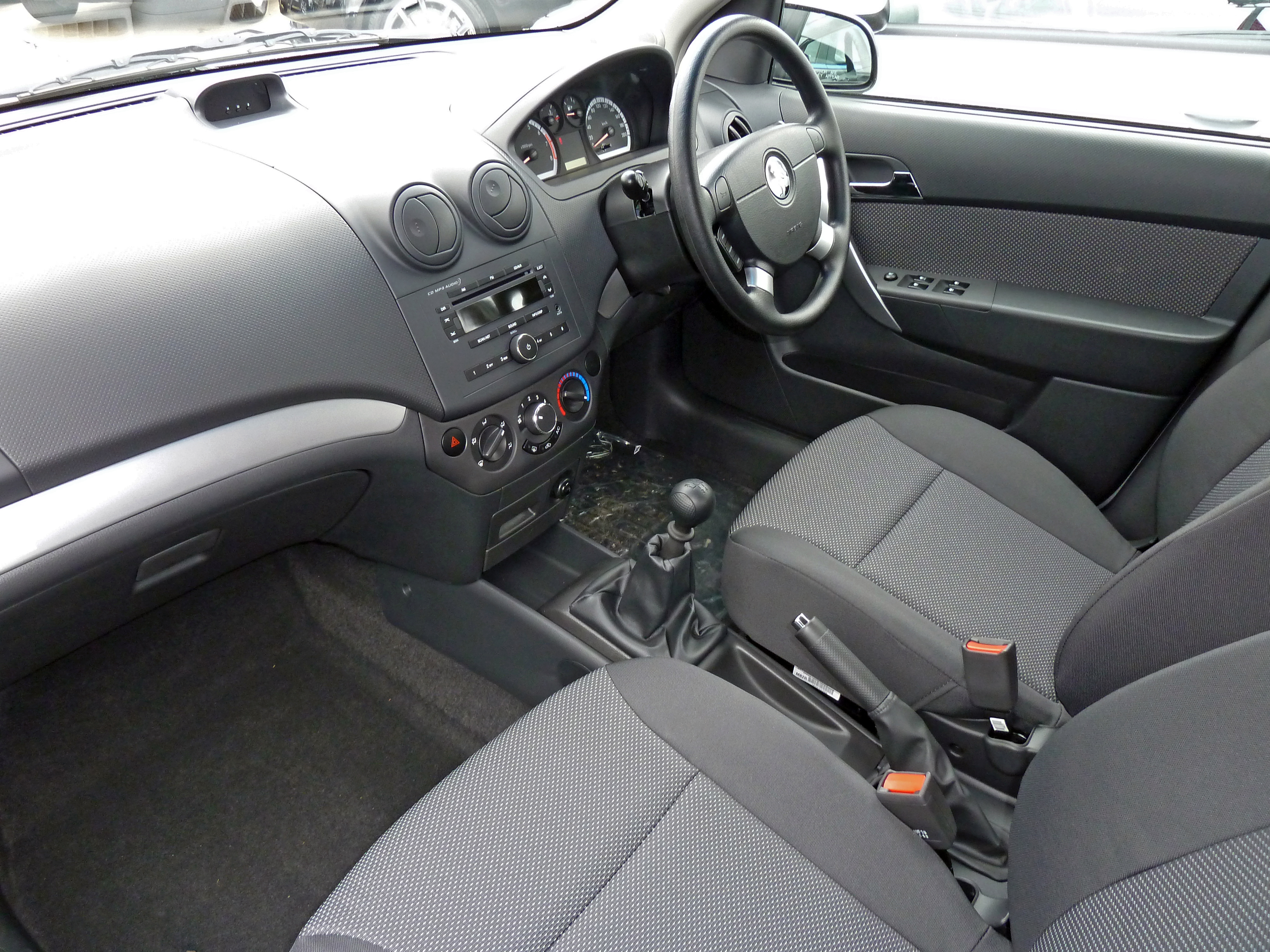
Салон

Єдиним доступним мотором для Nexia R3 є 1,5-літровий бензиновий агрегат потужністю 107 к.с. Цей 16-клапанний цілком надійний двигун -   від Шевроле Кобальт з ланцюговим приводом ГРМ, що володіє досить пристойною надійністю. Він може працювати в парі з 5-ступеневою «механікою» або з сучасним 6-ступеневим «автоматом» 6Т30 від концерну GM. Двигун здатний розігнати автомобіль, обладнаний МКПП, з місця до 100 км/год за 12,2 секунди і до максимальної швидкості 179 км/год. З автоматичною коробкою передач розгін до 100 км/год займе 12,3 секунди, максимальна швидкість - 178 км/год. Середня витрата бензину заявлений в межах 6,5-7 л/100 км. Паливний бак Nexia R3 вміщує 45 літрів.
На Ravon Nexia R3 встановлена передня незалежна підвіска McPherson і задня напівзалежна. На міських швидкостях new-Nexia добре тримає пряму, забезпечуючи нормальну зв'язок по керму (автомобіль стандартно оснащений гідропідсилювачем), однак на великих швидкостях поведінка вже не можна назвати збалансованим. Крім того, автомобіль має неважливою шумоізоляцією, це стає помітно вже на швидкостях вище 80 км/год. Кузов седана має наступні габарити: 4330 x 1690 x 1505 мм (Д x Ш x В), колісна база - 2480 мм. Максимальна вантажопідйомність - 330 кг. Багажник вміщує 400 літрів (при складених задніх сидіннях - 980 літрів).
Найпростіша комплектація COMFORT пропонується тільки з механічною коробкою передач. З нею покупець отримує денні ходові вогні, бризковики, сталеві диски R14 з ковпаками, хромовані ґрати радіатора, бортовий комп'ютер, повітроводи для задніх пасажирів, регульовану по висоті рульову колонку, тахометр, цифровий годинник, підсвічування багажника, аудіосистему з AM / FM радіо і CD / MP3 плеєром, USB / AUX. У дорожчій версії OPTIMUM пропонуються сталеві диски R15 з ковпаками, електродзеркала з обігрівом, ручки дверей і корпуси дзеркал в колір кузова, центральний замок, передні електричні склопідйомники, кондиціонер з фільтром, 4 динаміка. У максимальній комплектації ELEGANT власник може розраховувати на легкосплавні колісні диски R15, мультифункціональний кермо, передні і задні електросклопідйомники, що складаються дзеркала, поліпшену обробку салону в двокольоровому виконанні.
Ravon Nexia R3 має 10 варіантів кольору кузова. В базовій версії оснащення бокові дзеркала чорні, в покращених комплектаціях - пофарбовані в тон кузову. 
Нова Нексія зробила великий крок вперед в плані обладнання, що відповідає за безпеку. Вже у стандартній комплектації Ravon Nexia R3 оснащений системою курсової стійкості ESC (її можна відключити повністю). Крім того, тут є фронтальна подушка безпеки водія, подушка безпеки переднього пасажира, кріплення ISOFIX, індикатор падіння тиску в шинах та інше обладнання. У той же час пасивна безпека недостатньо висока. У краш-тесті EuroNCAP 2006 року двійник Nexia R3, Chevrolet Aveo, заробив у фронтальному ударі всього лише три бали з 16 можливих.

## Виробництво і розповсюдження
Серійне виробництво Ravon Nexia стартувало в 2016 році на автомобільному заводі міста Асака, яке знаходиться в Андижанській області Узбекистану. Продажі почалися тоді ж. Крім самого автомобільного ринку Узбекистану, модель поставляється на автомобільний ринок України та інших країн СНД.
В Узбекистані автомобіль продається як Chevrolet Nexia.